# 朝鮮民主主義人民共和国ウォン
朝鮮民主主義人民共和国ウォン（ちょうせんみんしゅしゅぎじんみんきょうわこくウォン）は、朝鮮民主主義人民共和国（北朝鮮）の通貨単位である。通称：北朝鮮ウォン（きたちょうせんウォン）。
北朝鮮では漢字表記が建国時に廃止されたため、公式な漢字表記は存在しないが、中国語圏においては繁体字で「朝鮮圓」または「朝鮮元」、簡体字で「朝鲜圆」または「朝鲜元」と書く。
大韓民国ウォンと共通の事柄（名称、分断前の歴史など）についてはウォンも参照。

## 概要
ソ連軍監督の下、北朝鮮のウォン（北朝鮮中央銀行券）は1947年12月6日、それまで流通していた朝鮮銀行券（日本統治時代の通貨）と置き換える形で、北朝鮮人民委員会によって導入された（表に保障文言「本銀行券は銀行所有の金貴金属およびその他財産もしくは北朝鮮人民委員会の保証書でもってこれを保障する」、裏に民主朝鮮とハングル表記）。
朝鮮民主主義人民共和国（北朝鮮）独立後、北朝鮮中央銀行は朝鮮民主主義人民共和国中央銀行と改称し、1959年には通貨単位を切り下げるデノミネーションが行われ、それまでの100ウォンを新しい1ウォンと交換している。以後、2009年までこのウォンが通用した。北朝鮮政府は1979年と1992年に新紙幣を発行し、それまでの紙幣と1対1で交換させる改革を行っている。

## 通貨価値
米外交専門誌のフォーリン・ポリシーは、北朝鮮ウォンを世界で最も価値が低い通貨に選定している。
2009年11月30日には1959年以来となる新しい北朝鮮ウォンが導入され、交換比率を100対1として通貨単位を切り下げるデノミネーションが行われた。タンス預金の発覚を恐れた市民が、人民元や米ドルへの両替を求めて闇市に殺到、大混乱に陥った。外貨流通の突然の停止と物資の絶対的不足により、北朝鮮の市場は閉鎖され、商品の流通は麻痺状態に陥り、デノミネーションの直後からハイパーインフレーションになった。
新ウォン価値は、デノミ実施からわずか2ヶ月で10分の1以下となったうえ、売り渋りも横行し、新ウォン貨幣換算で、豚肉1キログラム50ウォンほどだった値段が、瞬く間に2千ウォンに跳ね上がったほか、コメの価格も30倍に急騰したため、闇市でも売買が停止し、労働者への賃金支払いも中断する事態になった。また、何の前触れもなく強行されたデノミによって財産を失った市民たちは、金日成主席の肖像を印刷した北朝鮮ウォン紙幣をごみとして捨てたり、破産の末に自殺した人も続出した。
2010年2月5日、北朝鮮の金英逸首相は平壌の人民文化宮殿において、人民班長などに対し、今回の貨幣改革で、準備や情勢判断の不備と人民に苦痛を与えたことについて、異例の謝罪を行い、誤った措置を是正する意向を示したといわれる。
そして2010年3月12日には、朝鮮労働党計画財政部長朴南基が、デノミに伴う経済混乱の責任を問われて処刑された。また、2013年12月に朝鮮労働党行政部長張成沢が処刑された理由の一つには、朴南基をそそのかしたというものがある。
北朝鮮の住民は1990年代より慢性的な飢饉に苦しめられており、その対策として、闇市などの資本主義による手法で、北朝鮮ウォンを銀行に預金せずタンス預金していた。しかし、北朝鮮の人々はこのデノミによって、突如として溜め込んでいた資金が紙屑になる苦難を味わった。このため、2009年のデノミ以降、北朝鮮の住民は自国通貨を信用しなくなり、人民元や米ドル、ユーロ、日本円などの外国通貨を求めるようになった。
平壌のタクシーでは、料金単位は米ドル表示であり、北朝鮮ウォンで支払うと運転手から嫌がられ、タクシー運賃に5,000ウォンを余計に支払わなければならない。

## 為替レート
北朝鮮のウォン（朝鮮民主主義人民共和国中央銀行発行）は朝鮮人民のみの流通に限定されており、外国人が使用できないが、1997年から、羅先に限って、1ドル=2.16ウォン（金正日総書記の誕生日2月16日に因む。のちに200ウォン程度まで下げている）の固定相場を設定し、これが唯一の公式な為替レートとして認められていた。
ただし、実際には『闇両替取引』も存在する。その相場は、隣国の中華人民共和国での為替レートで、現地の物価などから推定された、公式相場をはるかに下回る、最近の経済難・食糧難の深刻化が反映された相場で行われている。
2022年現在、北朝鮮の公定為替レートは1米ドル=150~200ウォンで推移しているとされているが、実勢為替レートは1米ドル=12,000ウォン前後と言われている。外国人が北朝鮮で両替・外貨で支払う際には、前者の公定レートで計算される。
いずれにしても、同じく「ウォン」と称する韓国の通貨とは、全く為替レートが異なる。さらに北朝鮮では、ウォンの下にチョン（銭；朝鮮語: 전）という補助単位が存在し、1ウォン=100チョンとなっているが、近年のハイパーインフレーションにより、チョンは実質機能していない。

## 流通の状況
北朝鮮では1990年代から食糧難や物資難など経済状況が悪化し、闇市場の拡大とともに国内の取引でも直接外貨が流通するようになった。北朝鮮は1979年から外貨を国庫に回収するため外貨兌換券（トンピョ）を発行し、外交官などが外貨を使用するときは平壌など約20か所にあった外貨商店で外貨を外貨兌換券に交換して使用していたが、闇市場の拡大で外貨兌換券との交換が少なくなったため2002年7月に外貨兌換券は廃止された。
本来ならば北朝鮮国民が外国通貨を使用するのは違法であるが、ヒューマン・ライツ・ウォッチが実施した脱北者の聞き取り調査の報告書によれば、外国通貨を使用して罰則を受けた者は『誰も居ない』と証言している。
2009年11月30日のデノミ実施以降、外貨の流通は全面禁止され、外国人も直接北朝鮮ウォンで支払うこととされた。ただし、開城工業団地では2015年まで米ドルが流通していた。
実際には外貨の使用が継続していたが、経済の回復で2015年頃から再び北朝鮮ウォンの使用機会が増えているとも伝えられた。
一方、2010年末頃から北朝鮮では電子マネーを導入し、外国人は電子マネーカード「ナレ」（朝鮮貿易銀行発行）での支払いか外貨による直接支払いを求められているという情報が外国人旅行者から伝えられた。なお電子マネーへの入金は北朝鮮ウォンにて行われるが、外貨からの両替は、実勢為替レートとかなりかけ離れた国定為替レートによって行われている。
2021年9月、韓国メディアのアジアプレス・インターナショナルは臨時の朝鮮中央銀行金券（トンピョ∶돈표）が発行されていることを写真を入手して報じたものの、朝鮮中央通信はこの件に関していまだコメントしていない。臨時金券の発行について様々な分析が出され、外貨保有高の減少が原因で外貨兌換券を再発行しているという分析や、外貨難で中国から紙幣印刷用の紙とインクを輸入できなくなったため一時的に国産の紙で臨時金券を発行しているという分析が報じられている。

### 中朝国境地域
中華人民共和国の丹東市などの北朝鮮と国境を接する地域では、「お土産」として北朝鮮の紙幣が販売されている例が見受けられる。価格も、実勢レートとは無関係な販売価格となっている。

### 韓国国内での扱い
大韓民国内に許可なく北朝鮮の通貨を持ち込むことは、国家保安法によって禁止されている。なお、統一展望台などの土産物店では、上記と同様に、北朝鮮の紙幣がお土産として販売されている。

## 肖像の扱い
金日成主席の図案が用いられている紙幣は、その肖像部分を折り曲げると不敬罪に問われる。なお、2009年通用開始の新紙幣では、5000ウォン札を除いて金日成の肖像画が描かれなくなり、5000ウォン札も2014年の新券からは別デザインに変更された。

## 流通貨幣
2009年12月1日通用開始の新通貨

### 紙幣
（額面・表/裏のデザイン・記年の順）
| 画像 | 画像 | 金額       | 大きさ      | 色 | 発行年 | 説明                                  | 説明                    |
| 表面 | 裏面 | 金額       | 大きさ      | 色 | 発行年 | 表面                                  | 裏面                    |
| ---- | ---- | ---------- | ----------- | -- | ------ | ------------------------------------- | ----------------------- |
|      |      | 5000ウォン | 143 × 55 mm | 茶 | 2013年 | 万景台金日成生家                      | 国際親善展覧館          |
|      |      | 5000ウォン | 143 × 55 mm | 茶 | 2008年 | 金日成肖像                            | 万景台金日成生家        |
|      |      | 2000ウォン | 143 × 55 mm | 青 | 2008年 | 白頭山密営                            | 白頭山天池              |
|      |      | 1000ウォン | 143 × 55 mm | 赤 | 2008年 | 金正淑生家                            | 三池淵                  |
|      |      | 500ウォン  | 143 × 55 mm | 灰 | 2008年 | 凱旋門                                | 額面数字                |
|      |      | 200ウォン  | 143 × 55 mm | 紫 | 2008年 | 千里馬像                              | 額面数字                |
|      |      | 100ウォン  | 143 × 55 mm | 緑 | 2008年 | オオヤマレンゲ                        | 額面数字                |
|      |      | 50ウォン   | 143 × 55 mm | 紫 | 2002年 | 農工民とインテリ 主体思想塔           | 朝鮮労働党創建記念塔    |
|      |      | 10ウォン   | 143 × 55 mm | 緑 | 2002年 | 陸海空軍兵士 人民軍徽章               | 祖国解放戦争勝利記念塔  |
|      |      | 5ウォン    | 143 × 55 mm | 青 | 2002年 | 学生と科学者 図案化された地球儀・原子 | 礼成江青年1号水力発電所 |

### 硬貨
アルミニウムで鋳造されており、以下の種別がある。
| 画像 | 金額     | 発行年             | 模様                |
| ---- | -------- | ------------------ | ------------------- |
|      | 1チョン  | 主体97年（2008年） | 国章/クロフネツツジ |
|      | 5チョン  | 主体97年（2008年） | 国章/モクレン       |
|      | 10チョン | 主体91年（2002年） | 国章/つつじ         |
|      | 50チョン | 主体91年（2002年） | 国章/金正日花       |
|      | 1ウォン  | 主体91年（2002年） | 国章/金日成花       |

## 旧通貨

### 紙幣
下記は2009年11月30日のデノミネーション実施以前のものである。
| 第1次発行分（1947年） | 第1次発行分（1947年） | 第1次発行分（1947年） | 第1次発行分（1947年） | 第1次発行分（1947年） | 第1次発行分（1947年） | 第1次発行分（1947年）   | 第1次発行分（1947年）                      |
| 画像                  | 画像                  | 金額                  | 大きさ                | 色                    | 説明                  | 説明                    | 備考                                       |
| 表面                  | 裏面                  | 金額                  | 大きさ                | 色                    | 表面                  | 裏面                    | 備考                                       |
| --------------------- | --------------------- | --------------------- | --------------------- | --------------------- | --------------------- | ----------------------- | ------------------------------------------ |
|                       |                       | 100ウォン             | 170 × 94 mm           | 赤                    | 農民と労働者          | 民 主 朝 鮮 額 面 山 岳 |                                            |
|                       |                       | 10ウォン              | 135 × 73 mm           | 黄緑                  | 農民と労働者          | 民 主 朝 鮮 額 面 山 岳 | 朝鮮戦争前のもの（シークレットマークなし） |
|                       |                       | 10ウォン              | 135 × 73 mm           | 黄緑                  | 農民と労働者          | 民 主 朝 鮮 額 面 山 岳 | 朝鮮戦争後のもの（シークレットマークあり） |
|                       |                       | 5 ウォン              | 128 × 69 mm           | 青                    | 農民と労働者          | 民 主 朝 鮮 額 面 山 岳 | 朝鮮戦争前のもの                           |
|                       |                       | 5 ウォン              | 128 × 69 mm           | 青                    | 農民と労働者          | 民 主 朝 鮮 額 面 山 岳 | 朝鮮戦争後のもの                           |
|                       |                       | 1 ウォン              | 113 × 59 mm           | 橙                    | 農民と労働者          | 民 主 朝 鮮 額 面 山 岳 |                                            |
|                       |                       | 50チョン              | 100 × 53 mm           | 青                    | 額面                  | 民 主 朝鮮 額面         |                                            |
|                       |                       | 20チョン              | 88 × 42 mm            | 黄緑                  | 額面                  | 民 主 朝鮮 額面         |                                            |
|                       |                       | 15チョン              | 87 × 41 mm            | 茶                    | 額面                  | 民 主 朝鮮 額面         |                                            |

| 第2次発行分（1959年） | 第2次発行分（1959年） | 第2次発行分（1959年） | 第2次発行分（1959年） | 第2次発行分（1959年） | 第2次発行分（1959年） | 第2次発行分（1959年） |
| 画像                  | 画像                  | 金額                  | 大きさ                | 色                    | 説明                  | 説明                  |
| 表面                  | 裏面                  | 金額                  | 大きさ                | 色                    | 表面                  | 裏面                  |
| --------------------- | --------------------- | --------------------- | --------------------- | --------------------- | --------------------- | --------------------- |
|                       |                       | 100ウォン             | 250 × 96 mm           | 黄緑                  | 工場                  | 金剛山                |
|                       |                       | 50ウォン              | 191 × 90 mm           | 紫                    | 大同江（平壌）と鉄橋  | 稲を収穫する農民      |
|                       |                       | 10ウォン              | 158 × 70 mm           | 赤                    | 大同門                | リンゴを収穫する農民  |
|                       |                       | 5ウォン               | 156 × 68 mm           | 緑                    | 金日成総合大学        | 額面                  |
|                       |                       | 1ウォン               | 150 × 64 mm           | 橙                    | 漁船                  | 額面                  |
|                       |                       | 50チョン              | 130 × 60 mm           | 青                    | 額面                  | 額面                  |

| 第3次発行分（1978年） | 第3次発行分（1978年） | 第3次発行分（1978年） | 第3次発行分（1978年） | 第3次発行分（1978年） | 第3次発行分（1978年）                   | 第3次発行分（1978年）                      |
| 画像                  | 画像                  | 金額                  | 大きさ                | 色                    | 説明                                    | 説明                                       |
| 表面                  | 裏面                  | 金額                  | 大きさ                | 色                    | 表面                                    | 裏面                                       |
| --------------------- | --------------------- | --------------------- | --------------------- | --------------------- | --------------------------------------- | ------------------------------------------ |
|                       |                       | 100ウォン             | 170 × 84 mm           | ピンク                | 金日成肖像                              | 万景台金日成生家                           |
|                       |                       | 50ウォン              | 160 × 79 mm           | 深緑                  | 兵士、農民、インテリ、労働者 主体の文字 | 白頭山風景                                 |
|                       |                       | 10ウォン              | 150 × 75 mm           | 茶                    | 「千里馬」像                            | 工場群                                     |
|                       |                       | 5ウォン               | 140 × 69 mm           | 深青                  | 工員と農民、歯車、工場                  | 金剛山                                     |
|                       |                       | 1ウォン               | 130 × 65 mm           | ピンク 緑             | 子ども達と学生                          | 自衛団 「花を売る乙女」コップニ パルチザン |

なお、第3次発行分100ウォン以外の紙幣については裏面の紋章によって、国民用・社会主義国からの訪問者用・資本主義国からの訪問者用と区別されていた。上記画像は国民用である。
| 第4次発行分（1992年〜2009年） | 第4次発行分（1992年〜2009年） | 第4次発行分（1992年〜2009年） | 第4次発行分（1992年〜2009年） | 第4次発行分（1992年〜2009年） | 第4次発行分（1992年〜2009年） | 第4次発行分（1992年〜2009年）      | 第4次発行分（1992年〜2009年） |
| 画像                          | 画像                          | 金額                          | 大きさ                        | 色                            | 発行年                        | 説明                               | 説明                          |
| 表面                          | 裏面                          | 金額                          | 大きさ                        | 色                            | 発行年                        | 表面                               | 裏面                          |
| ----------------------------- | ----------------------------- | ----------------------------- | ----------------------------- | ----------------------------- | ----------------------------- | ---------------------------------- | ----------------------------- |
|                               |                               | 5000ウォン                    | 155 × 75 mm                   | 紫                            | 2006年                        | 金日成肖像                         | 万景台金日成生家              |
|                               |                               | 5000ウォン                    | 155 × 75 mm                   | 紫                            | 2002年                        | 金日成肖像                         | 万景台金日成生家              |
|                               |                               | 1000ウォン                    | 155 × 75 mm                   | 青緑                          | 2006年                        | 金日成肖像                         | 万景台金日成生家              |
|                               |                               | 1000ウォン                    | 155 × 75 mm                   | 青緑                          | 2002年                        | 金日成肖像                         | 万景台金日成生家              |
|                               |                               | 500ウォン                     | 155 × 75 mm                   | 深緑                          | 2007年                        | 錦繍山記念宮殿                     | 金陵第2トンネルと清流橋       |
|                               |                               | 500ウォン                     | 155 × 75 mm                   | 深緑                          | 1998年                        | 錦繍山記念宮殿                     | 金陵第2トンネルと清流橋       |
|                               |                               | 200ウォン                     | 139 × 73 mm                   | 青緑                          | 2005年                        | オオヤマレンゲ                     | 額面                          |
|                               |                               | 100ウォン                     | 155 × 75 mm                   | 赤茶                          | 1992年                        | 金日成肖像                         | 万景台金日成生家              |
|                               |                               | 50ウォン                      | 144 × 70 mm                   | 橙                            | 1992年                        | 人民と「主体思想」塔               | 白頭山風景                    |
|                               |                               | 10ウォン                      | 134 × 65 mm                   | 茶・橙                        | 1998年                        | 工員と「千里馬」像                 | 西海（ソヘ）閘門              |
|                               |                               | 10ウォン                      | 134 × 65 mm                   | 茶・橙                        | 1992年                        | 工員と「千里馬」像                 | 西海（ソヘ）閘門              |
|                               |                               | 5ウォン                       | 125 × 60 mm                   | 青                            | 1998年                        | 学生と地球儀                       | 人民大学習堂                  |
|                               |                               | 5ウォン                       | 125 × 60 mm                   | 青                            | 1992年                        | 学生と地球儀                       | 人民大学習堂                  |
|                               |                               | 1ウォン                       | 115 × 55 mm                   | 緑                            | 1992年                        | 「花を売る乙女」コップニ（洪英姫） |                               |

### 硬貨
アルミニウムで鋳造されており、以下の種別がある。
| 画像 | 金額     | 発行年 | 模様                    |
| ---- | -------- | ------ | ----------------------- |
|      | 1チョン  | 1959年 | 国号・国章・発行年/額面 |
|      | 5チョン  | 1959年 | 国号・国章・発行年/額面 |
|      | 10チョン | 1959年 | 国号・国章・発行年/額面 |

| 画像 | 金額     | 発行年 | 模様                                        |
| ---- | -------- | ------ | ------------------------------------------- |
|      | 50チョン | 1978年 | 「千里馬像」と太陽・発行年 国号・国章・額面 |
|      | 1ウォン  | 1987年 | 人民大学習堂 国号・国章・額面・発行年       |

| 画像 | 金額      | 発行年             | 模様                          |
| ---- | --------- | ------------------ | ----------------------------- |
|      | 5ウォン   | 主体94年（2005年） | 額面 国号・国章・額面・発行年 |
|      | 10ウォン  | 主体94年（2005年） | 額面 国号・国章・額面・発行年 |
|      | 50ウォン  | 主体94年（2005年） | 額面 国号・国章・額面・発行年 |
|      | 100ウォン | 主体94年（2005年） | 額面 国号・国章・額面・発行年 |

1959年発行のチョン硬貨には、星印によって使用者が異なるマーキングがあった。無印は北朝鮮国民用、1つ星は社会主義国からの訪問者用、2つ星は資本主義国からの訪問者用とされたが、次第に星印に関わらず流通するようになっていったようである。

## 記念貨幣
各種の記念硬貨が発行されているが、貨幣商を通じて外国の収集家に販売されたものがほとんどである。これらには通常貨幣では発行されていない金貨、銀貨、銅貨、黄銅貨などの素材があるが、いずれも額面を無視した収集型金貨のようなものである。また通常発行の紙幣に記念題名を重ねて印刷しただけの記念紙幣も存在する。